# 特区 (中华人民共和国县级行政区)
特区是中华人民共和国的县级行政区之一。
目前全中华人民共和国只有1个县级特区，即贵州省六盘水市的六枝特区。特区的建置通常是因为当地有特殊的厂矿，如六枝特区是一个大型的煤矿区。

## 概述
1960年代前期，随着国家对偏远地区的开发，设立了一批“政企合一”的称作特区的区划建制。这主要是因为所开发的地区是原始森林（如伊春、大兴安岭）、亘古荒原（如大庆）、荒山野岭（如攀枝花），当地基本不存在任何社会基础设施、社会基础服务，完全要由企业建设者自行配套解决、自我服务，企业办社会成了无法避免的选择。另一类政企合一的特区是矿山开发需要占用大量土地，而且当时的交通条件不便，没有便捷的物流服务，矿山的蔬菜供应、文教卫等社会服务都要在当地配套解决，所以成立了一批矿山开发型的特区，如平顶山特区、以及1966年贵州省设立的5个特区，即六枝特区（煤）、盘县特区（煤）、水城特区（煤）、万山特区（汞）、开阳特区（磷）。此外，还有一大批以“矿区”命名的县级行政区划，如井陉矿区、大同市矿区、阳泉市矿区等等。
1970年代，中华人民共和国设立了一批工农区，实际上与上述特区的性质相同。

## 黑龙江省

### 友谊特区
1963年撤消友谊县，设立合江专区友谊特区。与国营友谊农场场、区合一。受合江地专区、合江农垦局、集贤县人民政府三重领导。集贤县副县长兼任特区区长。1964年6月，恢复友谊县建制。

### 伊春特区
1964年6月23日，中共中央、国务院批准，撤销伊春市，成立伊春特区，实行伊春林业管理局与伊春特区政企合一管理体制。 
1967年5月5日，成立伊春市革命委员会，撤销伊春特区，改称伊春市，继续实行政企合一体制。

### 大兴安岭特区
1964年2月10日，中共中央、国务院决定成立大兴安岭林区会战指挥部，开发建设大兴安岭东北坡。内蒙古呼伦贝尔盟鄂伦春自治旗、莫力达瓦达斡尔族自治旗行政区一部分，黑龙江省黑河专区呼玛县全部和嫩江县行政区一部分，划归会战区。
1964年8月10日，中共中央、国务院批准于大兴安岭会战区成立大兴安岭特区人民委员会（专区级），地方行政工作受黑龙江省政府领导。各林业公司（林业局）设区政府，林场设乡（镇）政府。
1965年1月， 大兴安岭会战指挥部改组为林业部直辖的黑龙江大兴安岭林业管理局，与大兴安岭特区人民委员会实行政企合一的管理体制。
1970年4月1日，大兴安岭特区改名为大兴安岭地区至今。

### 安达特区
1962年6月21日，周恩来视察大庆油田时指出：大庆结合产油区分散的实际情况，分散建设居民点、工农村，  可以做到工农结合，城乡结合，对生产、生活都有好处。即工人家属组织起来开荒种地，解决油田的吃菜吃粮。同时，大庆油田的交通、水利、供电、商业服务业、教育、文化、卫生等社会基础设施基础服务，都是由大庆油田出资从无到有搞起来的。
1964年3月31日，石油部党组、黑龙江省委向国务院提交《关于成立安达特区及所辖范围的报告》。
1964年6月23日，中共中央、国务院批准设立安达特区（按当时的法律规定，各级地方人民政府称人民委员会。设立安达特区人民委员会，为了保密，对外仍称安达市人民委员会），辖地1670平方公里。
1965年1月1日，安达特区正式成立。受石油工业部与黑龙江省的双重领导，特区的党委、人民政府与大庆会战指挥部合署办公，在领导企业的同时，又行使政府的其他社会职能。石油部副部长、大庆会战指挥部指挥徐今强兼任安达特区工委书记，大庆石油会战工作委员会政治部主任李荆和兼任安达特区区长（安达市市长）。安达特区没有下设区、县、街道办事处，管辖的都是是大庆油田及大庆化工总厂下属的单位。特区的一切社会服务（例如市政交通文教卫生商业服务业等）都由单位负责。为了保密起见，对外通信地址都是黑龙江省安达特区农垦某某场某某队。例如，第三采油指挥部攻关队就写黑龙江省安达特区农垦33场攻关队。
1979年12月14日，经国务院批准，安达特区正式更名为大庆市。

### 七台河特区
根据中共中央、国务院1965年2月2日电示，1965年3月1日黑龙江省委与黑龙江省人委（即省人民政府）下发了《关于建立七台河特区的通知》，决定组建七台河特区。1965年5月20日，七台河特区正式建立，特区行政区划为原七台河镇所辖范围，实行政企合一管理体制，七台河特区和七台河矿务局一体办公，属黑龙江省合江地区管辖。1966年9月26日，隶属于勃利县管辖的茄子河公社、中心河公社，划归七台河特区管辖。1968年 4月20日，经黑龙江省革命委员会批准，成立七台河特区革命委员会，仍属合江地区管辖。1970年4月1日，黑龙江省革命委员会根据国务院、中央军委批示下发通知，将七台河特区改称七台河市，隶属关系不变，为合江地区下属的地辖市。同月，建立新兴区。七台河市此时有城镇区1个。农村公社3个。1983年11月，经国务院批准，七台河由地辖市升格为省辖市，同时实行市管县新体制，合江地区管辖的勃利县和宝清县的宏伟、岚峰两个公社，划归七台河市辖。

## 江苏省

### 淮北盐场特区
1946年11月日，中共当局析灌云县一部，设立淮北盐场特区，辖堆沟区、陈港区、灌东盐场、新港盐场。2盐场后亦改区。1948年9月日，陈港镇、陈港区撤镇（区）设陈港市，淮北盐场特区自陈家港迁驻孙家山。1948年月日，淮北盐场特区自孙家山迁驻新浦。1949年4月21日，成立苏北行署区，淮北盐场特区直属苏北行署区。1953年2月日，撤销淮北盐场特区，划归新海连市，恢复为淮北盐场。

## 安徽省

### 铜陵特区
1956年10月12日，析铜陵县铜官山区，设立铜官山市（专级）。1958年9月5日，撤销铜陵县、铜官山市，合并设立铜陵市（县级），划属安庆专区。1960年1月7日，恢复铜陵县，铜陵市升格为专级市。1964年7月29日，撤销铜陵市、铜官山区，设立铜陵特区（专级）。1971年12月11日，撤销铜陵特区，恢复铜陵市。

## 河南省

### 平顶山特区
1964年6月23日，中共中央、国务院批准，撤消平顶山市，设立地级平顶山特区，实行政企合一管理体制，由煤炭部与河南省双重领导，以煤炭部领导为主。
1969年3月15日，撤销平顶山特区，设立平顶山市，为省辖市。

## 湖北省

### 大冶工矿特区
1949年6月12日，析大冶县石黄镇等，设立石灰窑工业特区特派员办事处，直属中原人民政府。不久，正式定名为大冶特区办事处。1949年9月29日，大冶特区办事处改制为大冶工矿特区（县级），属大冶专区（注：当年名称不统一，湖北省批文作石黄工矿特区，特区政府本身采用大冶工矿特区）。1950年6月16日，撤销大冶工矿特区，设立黄石市（专级）。

## 湖南省

### 锡铁山特区
1950年6月？日，析新化县冷水江镇、矿山乡等，设立锡铁山特区（县级），属邵阳专区【1951年7月7日备案】。1952年8月24日，撤销锡铁山特区，并回新化县。1960年2月？日，析新化县冷水江镇、矿山公社等，设立冷水江市（县级）【1961年7月9日批复作冷江市】。1962年10月20日，撤销冷水江市，并回新化县。1969年10月10日，恢复冷水江市。

## 四川省

### 攀枝花特区
1964年5月15日，在北京召开讨论“三五”计划的中央工作会议，毛泽东指出要采取紧急措施加快攀枝花工业基地的建设。
1964年9月，第一支建设队伍进入攀枝花地区，并成立了“攀枝花工业基地临时领导小组”。
1965年1月7日，中共中央西南局向中共中央、国务院提交了《关于成立攀枝花工业区政府的请示》，建议在攀枝花工业区党委统一领导下，成立一个工业区人民政府。
1965年1月19日，周恩来批示：“攀枝花成立特区政府仿大庆例，政企合一，  成立党委，由冶金部党委为主，四川省委为辅实行双重领导。”
1965年2月5日，中共中央、国务院做出《关于成立攀枝花特区人民委员会的批复》，指出：“为了保证攀枝花地区的工业建设，统一安排生活供应、文教卫生、治安保卫等行政管理工作，宜基本上采取大庆形式，即成立攀枝花特区人民委员会，实行政企合一。  有关企业工作以冶金部领导为主，有关地方工作以四川省人民委员会领导为主”。
1965年2月9日，中央决定成立  攀枝花建设指挥部。
1965年3月20日，攀枝花建设指挥部、攀枝花特区人民委员会正式成立，合署办公；攀枝花建设指挥部党委即攀枝花特区党委。随后，该地领导人认为攀枝花特区这个名义，只能对内使用；为了有利于保密，还需一个公开名义，以便政府挂牌、出公告、职工通信及物资发运等使用。
1965年4月20日，四川省请示国务院，提出将“攀枝花特区人民委员会”更名为“四川省渡口市人民委员会”。4月22日，国务院给四川省人民委员会《关于攀枝花特区改名问题的批复》同意。
1987年，更名为攀枝花市。

## 贵州省

### 开阳特区
1966年2月2日，经党中央、国务院批准设立开阳特区，开阳磷矿矿务局与开阳特区合署办公，隶属于贵阳市。开阳特区内设政治办公室、人事办公室、农林办公室、财贸办公室、文卫办公室、组织科、宣传科、财政局、公安局、团委、妇联等机构。开阳特区的范围，约相当于今天的开阳县金中镇。
1968年3月24日，撤消开阳特区，并入安顺专区开阳县（贵州省革命委员会、贵州省军区1968年3月14日批准）。

### 六枝特区
1964年5月，在讨论“三五”计划的中央工作会议上，毛泽东对时任国家计委主任的李富春谈话，强调西南三线建设要抓紧，中共中央工作会议作出了建设大三线的战略方针。
1964年6月，煤炭工业部党组召开了扩大会议，传达了毛泽东的指示和中央工作会议精神，决定对煤炭工业的三线建设，要在国家的统一安排下，积极主动地进行，以满足三线建设的需要。
1964年11月30日，国家经委批准成立西南煤矿建设指挥部，指挥部设在六枝下营盘，下设贵州的六枝、水城、盘县，云南的宝鼎山、四川的芙蓉山五个矿区指挥部。  
1965年8月31日，贵州省向国务院提出《关于建立六枝、水城、万山、开阳矿区的报告》，提出本着城乡结合、工农结合、利於生产、方便生活原则，建议六枝、水城矿区设立相当于省辖市一级的矿区人民委员会。 
1965年11月29日，国务院批准成立六枝矿区，矿区人民委员会驻六枝下营盘，为政企合一单位，属地专级，归省管辖。
1966年2月22日，国务院批准：成立六枝特区，从六枝县划出店子、六枝、营盘、渔塘；从镇宁布依族苗族自治县划出木岗；从普定县划出大用、索考、抵簸等8个公社以及沙子坡、联合两个大队归特区，特区由西南煤矿建设指挥部委员会与安顺专区双重领导。六枝县同时更名为郎岱县。
1967年，西南煤矿建设指挥部从六枝迁到水城，改指挥部为六盘水地区革命委员会筹备领导小组，六枝特区划归六盘水地区领导。
1970年12月2日，国务院、中央军事委员会作出《关于六盘水地区体制问题的批复》，同意建立六盘水地区革命委员会，为地区一级的政权机关，撤销原西南煤矿指挥部。原郎岱县并入六枝特区，特区行使县一级职权，建立革命委员会，归六盘水地区革命委员会领导。

### 水城特区
1966年2月2日，经党中央、国务院批准设立水城特区，由毕节专区领导。
1970年12月2日，中共中央、国务院批准撤销水城县，并入水城特区，水城特区隶属于六盘水地区。
1987年12月，撤销水城特区，分设六盘水市钟山区和水城县。

### 盘县特区
1966年2月2日，经党中央、国务院批准设立盘县特区，由兴义专区领导。
1970年12月2日，中共中央、国务院批准撤销盘县，并入盘县特区，盘县特区隶属于六盘水地区。
1999年2月，撤销盘县特区，恢复盘县。2017年4月，更名为盘州市。

### 万山特区
1966年2月2日，经党中央、国务院批准，按照“工农结合、城乡结合、有利生产、方便生活”的精神，为了搞好对贵州汞矿的服务工作，成立了“万山特区”，与贵州汞矿合署办公，受冶金工业部和铜仁专区的双重领导。
1968年9月24日，贵州省革命委员会批准撤消万山特区，建立万山镇，直属铜仁专区。
1970年8月8日，国务院批准，恢复万山特区。仍属铜仁地区。
2011年，万山特区和原县级铜仁市的茶店镇、鱼塘乡、大坪乡合并为新的铜仁市万山区。